# QUANGO
 Der er for få eller ingen kildehenvisninger i denne artikel, hvilket er et problem. Du kan hjælpe ved at angive troværdige kilder til de påstande, som fremføres i artiklen.

Quango, eller QUANGO, er et akronym for quasi-autonomous non-governmental organisation, som for det meste bruges i Storbritannien, Irland, Australien og andre engelsktalende lande, hvor man benytter en samlende betegnelse for at beskrive en statslig enhed, der arbejder efter armslængdeprincippet i forhold til et ministerium eller en regering.